# Tổng giáo phận Utrecht
Tổng giáo phận Utrecht (tiếng Latin: Archidioecesis Ultraiectensis) là một tổng giáo phận của Giáo hội Công giáo ở Hà Lan. Tổng Giám mục Utrecht là giám mục đứng đầu giáo tỉnh Giáo hội Utrecht. Có sáu giáo phận achragan trong tỉnh: Breda, Groningen-Leeuwarden, Haarlem-Amsterdam, Roermond, Rotterdam, và 's-Hertogenbosch. Nhà thờ chính tòa của tổng giáo phận là Nhà thờ Saint Catherine đã thay thế nhà thờ trước đó, Nhà thờ Saint Martin, sau khi nó được đưa theo Tin lành trong Cải cách.